# Sigfrid Grimma
Göte Sigfrid Grimma, före 1962 Carlsson, född 3 mars 1928 i Motala, död 12 juni 2017, var en svensk målare.
Grimma studerade för Lennart Rodhe och Pierre Olofsson vid Académie Libre i Paris 1950–1953 och för Olle Nyman vid Konstakademien i Stockholm 1954–1959 och företog därefter studieresor till Italien och Spanien. Han har varit mycket sparsam med utställningar och har istället visat upp sin konst i sin ateljé i Huddinge.
Bland hans offentliga arbeten märks en utsmyckning för Huddinge vårdcentral.
Han har tilldelats vistelsestipendium vid San Michele, Stockholms stads kulturstipendium och Axelsson Johnsons fond. Hans konst består av stilleben, människor och miljöbilder utförda i akvarell. Vid sidan av sitt eget skapande drev han Sigfrid Grimmas Konstskola i Huddinge.
Grimma är representerad vid Moderna Museet och Västerås konstmuseum.